# هجوم كاشغر 2008
هجوم كاشغار 2008 هو هجوم حدث صباح يوم 4 أغسطس 2008 في مدينة كاشغر في مقاطعة سنجان غرب الصين، حيث قاد رجلان شاحنة إلى تجمع للشرطة حوالي 70 من رجال الشرطة، وشرعوا في مهاجمتهم بالقنابل اليدوية والسواطير، مما أدى إلى مقتل ستة عشر ضابطًا. وقدم السياح الأجانب الذين شهدوا المشهد رواية متباينة للأحداث، حيث قالوا أن المهاجمين كانوا على ما يبدو ضباطًا شبه عسكريين. تعتقد السلطات أن المهاجمين من الحركات الانفصالية الأويغورية في تركستان الشرقية.

## خلفية
الأويغور هم أكبر مجموعة عرقية في سنجان، حيث يمثلون ما يزيد قليلاً عن 45٪ من السكان، وتقوم عادة الحركات الانفصالية المسلحة مثل الحزب الإسلامي التركستاني بهجمات على الشرطة والحكومة الصينية، وقد أعلنت منظمات حركة الاستقلال في تركستان الشرقية مسؤوليتها عن تفجير حافلات كونمينغ 2008؛ ومع ذلك نفت الصين أن المجموعة كانت مسؤولة عن الهجوم، وتقول المنظمات الحقوقية الأويغورية أن الصين كثيراً ما تبالغ في هذه التهديدات لتبرير قمع شعب الأويغور.

## التفاصيل
شارك مهاجمان في الحادث الذي وقع بالقرب من مدينة كاشغر، وقالت وكالة أنباء شينخوا أن الهجوم وقع في حوالي الساعة 08:00 (00:00 بتوقيت جرينتش)، حيث قاد أحد الرجال شاحنة إلى مجموعة من ضباط شرطة حرس الحدود أثناء سيرهم في أحد الشوارع، ثم خرج المهاجم من الشاحنة وبدأ في مهاجمة الضباط بالمتفجرات محلية الصنع، وانفجرت المتفجرات قبل الأوان وفجرت أحد ذراعيه، وألقى المهاجم الآخر عبوات ناسفة على مكتب شرطة قريب، ثم ذهب إلى المبنى بسكين، لكن ضباط الشرطة قبضوا عليه داخل المبنى. بعد أن مات 14 من رجال الشرطة في مكان الحادث، وتوفي اثنان من الشرطة في الطريق إلى المستشفى، ذكرت وكالة انباء الصين الجديدة (شينخوا) أن 16 آخرين من رجال الشرطة أصيبوا. تم تحديد المهاجمين وهما كوربانجان هيميت (28 عامًا، سائق) وعبد الرحمن عزت (33 عامًا، بائع خضروات).
في سبتمبر 2008 ذكرت صحيفة نيويورك تايمز أن ثلاثة سائحين شهدوا الأحداث تنازعوا في تفاصيل القصة الرسمية، فوفقًا لشهود العيان لم يُسمع أي انفجارات، ويبدو أن المهاجمين كانوا من رجال الشرطة الذين يستخدمون المنجل ويرتدون الزي الرسمي.

## احتجاز الصحفيين
في ليلة 4 أغسطس احتجز الأمن مصور طوكيو شيمبون ومراسل التلفزيوني الياباني، إلى جانب اثنين من مراسلي هونغ كونغ، كانوا يقومون بإعداد تقارير بالقرب من مركز الشرطة. لم يتعرض صحفيو هونج كونج للأذى؛ ولكن تعرض الصحفيون اليابانيون للضرب واللكم، وتم إطلاق سراح الأربعة بعد ساعتين من الاعتقال، واحتجت الحكومة اليابانية على الإجراءات الصينية، رغم أنها لم تصدر أي بيان رسمي لعدم وجود تأكيد. اعتذر المسؤولون والشرطة الصينية في كاشغر عن الحادث، لكنهم اتهموا الصحفيين بخرق القواعد.